# Autochloris ectomelaena
Autochloris ectomelaena là một loài bướm đêm thuộc phân họ Arctiinae, họ Erebidae.